# Énergie au Pérou
Le secteur de l'énergie au Pérou est marqué par la prépondérance des hydrocarbures, en particulier du gaz naturel qui fournit 51,5 % de la production d'énergie primaire du pays en 2021, suivi par le pétrole : 20,3 %, puis la biomasse : 14,6 % et l'hydroélectricité : 12,1 %.
Le Pérou produisait 95 % de l'énergie qu'il consommait en 2021. Il a exporté 36,6 % de sa production d'énergie primaire, en particulier 35 % de son gaz naturel et 90 % de son pétrole, mais a importé une quantité de pétrole brut et de produits pétroliers équivalente à sa consommation intérieure.
L'électricité, qui représentait 22,3 % de la consommation finale d'énergie en 2021, était produite en 2023 à 53,1 % par les énergies renouvelables, dont 46,9 % par les centrales hydroélectriques, 3,9 % par les éoliennes, 1,8 % par le solaire photovoltaïque et 0,8 % par la biomasse et les déchets ; les centrales thermiques à combustibles fossiles (surtout gaz) assuraient 46,9 % de la production d'électricité.
La consommation d'énergie primaire par habitant en 2021 est égale à 47 % de la moyenne mondiale et celle d'électricité est à 56 % au-dessous de la moyenne mondiale ; les émissions de CO2 liées à l'énergie étaient en 2021 inférieures de 68 % à la moyenne mondiale.

## Production d'énergie primaire
Selon l'Agence internationale de l'énergie, le Pérou a produit 946,6 PJ d'énergies primaires en 2021, soit 95 % de sa consommation intérieure. Le gaz naturel domine largement : 51,5 % de la production totale, suivi par le pétrole : 20,3 %, la biomasse : 14,6 %, l'hydroélectricité : 12,1 %, l'éolien et le solaire : 1,2 % et le charbon : 0,3 %.

### Secteur gazier
Les réserves prouvées de gaz naturel du Pérou étaient estimées par l'Agence fédérale allemande pour les sciences de la terre et les matières premières (BGR) à 300 Gm3 (milliards de m³) fin 2022, soit 0,14 % du total mondial, et les ressources potentielles supplémentaires à 1 340 Gm3, soit 0,2 % du total mondial. Les réserves prouvées représentaient 25 années de production au rythme de 2022 (11,9 Gm3).
En 2023, selon l'Energy Institute, le Pérou a produit 15,4 Gm3 de gaz naturel, soit 0,56 EJ, en hausse de 3,1 % en 2023 et de 24 % par rapport à 2013. Il représente 0,4 % de la production mondiale, loin derrière les États-Unis (25,5 %) et le Canada (4,7 %), suivis par l'Argentine (1,0 %), le Mexique (0,9 %) et le Brésil (0,6 %).
Le Pérou dispose d'un important gisement de gaz : le champ gazier de Camisea, découvert en 1982 au sud-est du Pérou, près de l'ancienne capitale inca Cuzco, dont les réserves étaient estimées à 360 360 Gm3 de gaz naturel ainsi que 600 millions de barils de pétrole ; les licences d'exploitation ont été confiées en 2000 à deux consortiums dirigés par des groupes argentins,,. Le projet a suscité des oppositions virulentes de la part des communautés autochtones et des organisations écologistes.

### Secteur pétrolier

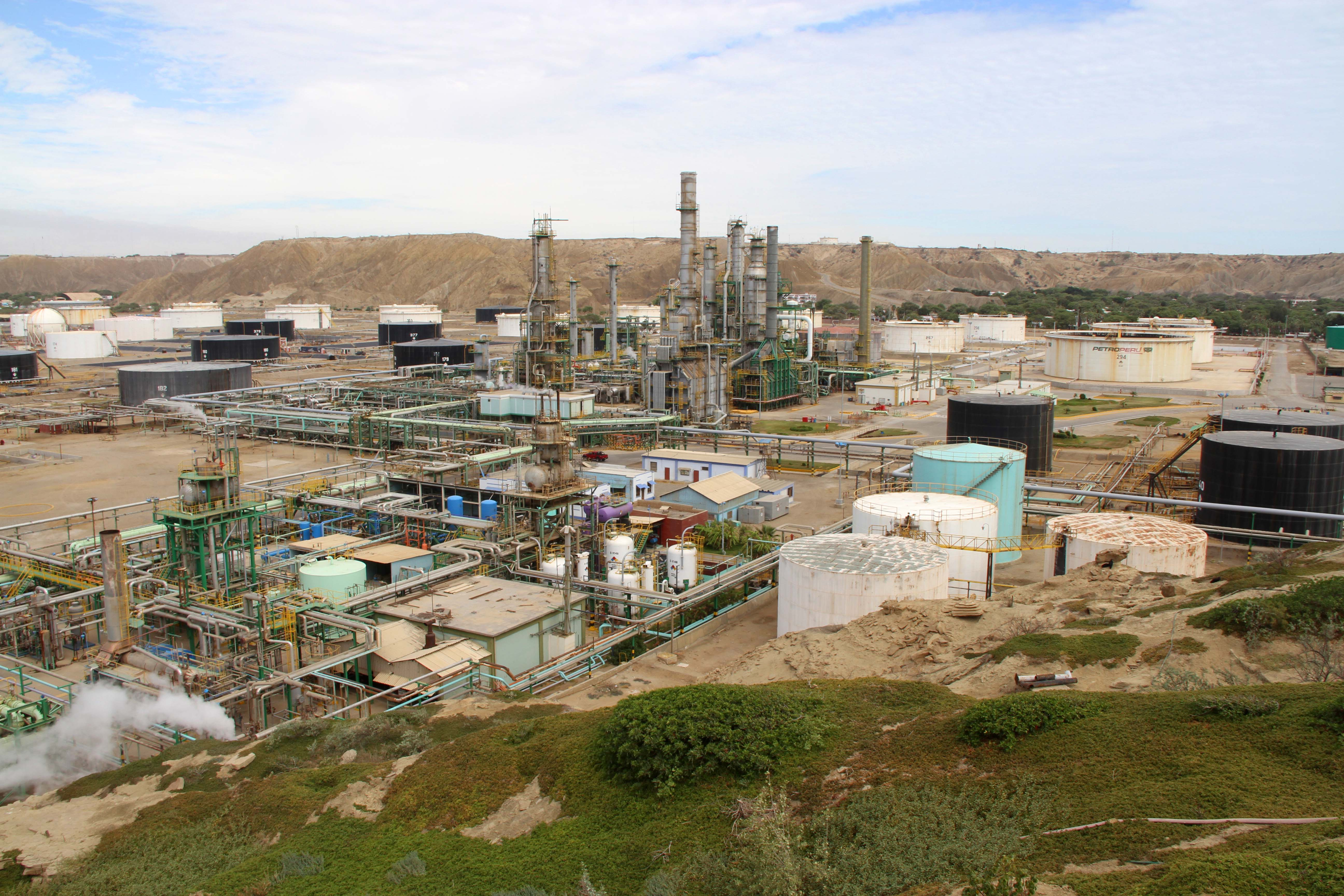
Raffinerie de Talara (Piura), 2014.

Les réserves prouvées de pétrole du Pérou étaient estimées par BGR à 117 Mt (millions de tonnes) fin 2022, soit 0,05 % des réserves mondiales.  Elles représentent 22 années de production au rythme de 2022 (5,4 Mt). BGR estime les ressources potentielles supplémentaires à 2 321 Mt, soit 0,5 % du total mondial.
En 2023, selon l'Energy Institute, le Pérou a produit 123 kb/j (milliers de barils par jour) de pétrole, soit 5,1 Mt (millions de tonnes), en baisse de 4,4 % en 2023 et de 30 % par rapport à 2013 après un pic de 7,5 Mt en 2014. Il représente 0,1 % de la production mondiale, loin derrière les États-Unis (18,3 %), le Brésil (4,1 %), la Colombie (0,9 %) et l'Équateur (0,6 %).
Le pétrole est exploité au Pérou depuis 1883, aujourd'hui le pétrole continue d'être exploité mais connaît des critiques sur le plan environnemental et sur les droits des peuples autochtones,. La compagnie pétrolière Perenco exploite, avec l'entreprise PVEP, le gisement de Marañón et sa réserve estimée à 200 millions de barils.

### Secteur charbonnier
Les réserves prouvées récupérables de charbon du Pérou étaient estimées par BGR à 102 Mt (millions de tonnes) fin 2022, soit 0,01 % des réserves mondiales et les ressources potentielles supplémentaires à 1 465 Mt. Les réserves prouvées représentaient 510 ans de production au rythme de 2022 (0,2 Mt). BGR ne mentionne pas de ressources en lignite.

## Importation et exportation d'énergie primaire
En 2021, le Pérou a exporté 36,6 % de sa production d'énergie primaire, en particulier du gaz naturel (35 % de la production nationale de 487,7 PJ) et du pétrole : 90 % de la production de 192 PJ, surtout sous forme de produits raffinés (115,2 PJ) ; par contre, il a importé 117,5 PJ de pétrole brut et 245,2 PJ de produits pétroliers, soit presque l'équivalent de sa consommation intérieure.

## Consommation d'énergie primaire
Selon l'Energy Institute, la consommation d'énergie primaire du Pérou atteint 1,24 EJ en 2023, en hausse de 1,7 % par rapport à 2022 et de 30,5 % depuis 2013. Sa part dans la consommation mondiale est de 0,2 %. Elle se répartit en 73 % de combustibles fossiles (pétrole : 42 %, gaz naturel : 29 %, charbon : 2 %) et 26 % d'énergies renouvelables, dont hydroélectricité : 22 %. Sa consommation par habitant est de 36,0 GJ, soit 47 % de la moyenne mondiale, 56 % de celle du Brésil et 27 % de celle de la France. Les conventions de l'Energy Institute diffèrent sensiblement de celles de l'AIE.
La consommation intérieure d'énergie primaire du Pérou s'élevait à 994,3 PJ en 2021, répartie en 38,6 % de pétrole, 31,7 % de gaz naturel, 15,2 % de biomasse, 11,5 % d'hydroélectricité, 1,9 % de charbon et 1,1 % d'éolien et solaire.

## Consommation finale d'énergie
La consommation finale d'énergie du Pérou, soit 799,4 PJ en 2021, se répartissait en 48,8 % de produits pétroliers, 22,3 % d'électricité, 16,4 % de biomasse, 10,7 % de gaz naturel, 1,6 % de charbon et 0,2 % de renouvelables thermiques. Sa répartition par secteurs était : 40,1 % dans les transports, 27,8 % dans l'industrie, 23,2 % dans le secteur résidentiel, 6,9 % dans le secteur tertiaire, 0,9 % dans l'agriculture, 0,4 % dans la pêche et 0,7 % dans les usages non-énergétiques (chimie).

## Secteur électrique
En 2023, selon les estimations de l'Energy Institute, le Pérou a produit 62,1 TWh d'électricité, en progression de 3,9 % en 2023 et de 43 % depuis 2013, soit 0,2 % de la production mondiale. La production des énergies renouvelables atteint 33,0 TWh (53,1 %), dont 46,9 % d'hydroélectricité, 3,9 % d'éolien, 1,8 % de solaire et 0,8 % de biomasse et déchets.
Avec une consommation d'électricité par habitant de 1,5 MWh en 2021, le Pérou est 56 % au-dessous de la moyenne mondiale : 3,4 MWh et 42 % au-dessous de celle de l'Amérique latine : 2,6 MWh.
L'électricité couvrait 22,3 % de la consommation finale d'énergie en 2021. Sa production s'élevait à 56,77 TWh, dont 56,2 % d'hydroélectricité et 37,3 % produits à partir de gaz naturel. La production éolienne contribuait pour 3,2 %, le solaire photovoltaïque pour 1,4 % et la biomasse pour 1 % ; au total, les énergies renouvelables assuraient 61,8 % de la production d'électricité.
- Hydroélectricité (57,8 %)
- Gaz naturel (35,4 %)
- Énergie éolienne (3,4 %)
- Solaire photovoltaïque (1,5 %)
- Autre (1,9 %)

En 2017, 96,4 % de la population avait accès à l'électricité.
Les centrales thermiques ont produit 23,9 TWh en 2015 (49,8 %) et les centrales hydroélectriques 23,3 TWh (48,5 %). Enfin, le solaire et l'éolien ont produit 833 GWh soit 2% du mix électrique du Pérou.
La participation des entreprises d'État à la production totale d'énergie électrique pour le marché était de 23%. Engie possède notamment des centrales à flamme et des projets de solaire photovoltaïque.

### Hydroélectricité

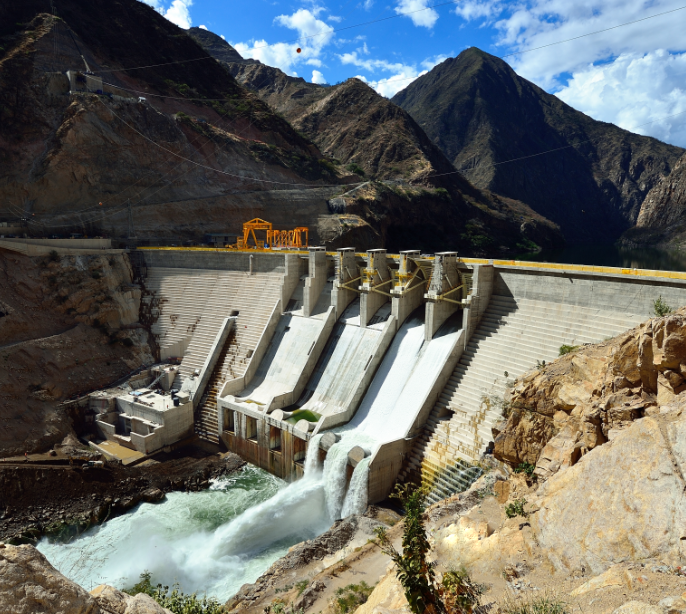
Barrage Cerro del Aguila, 2018.

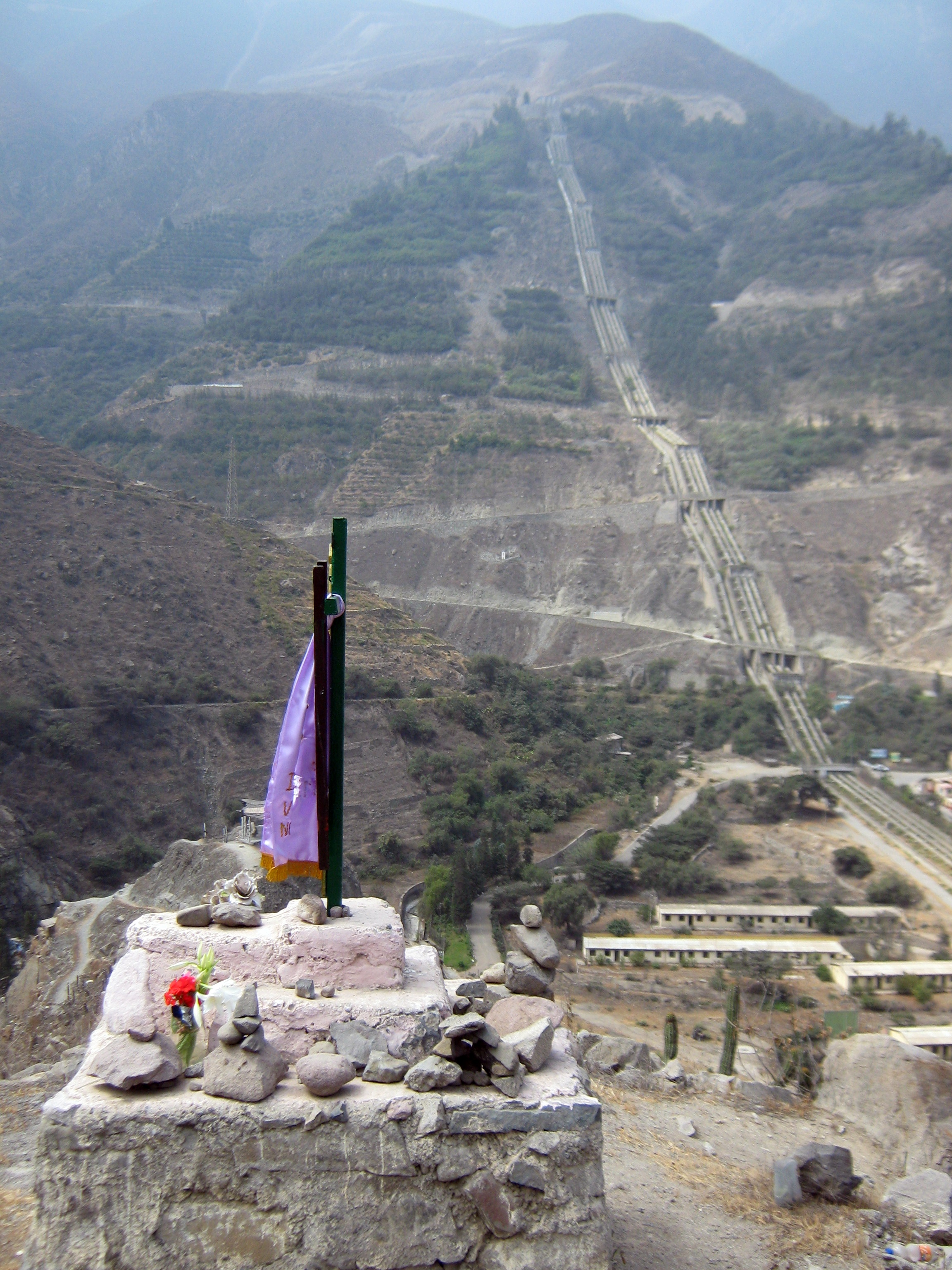
Conduite forcée de la centrale Barbablanca (84 MW) à Callahuanca, à 50 km de Lima, 2013.

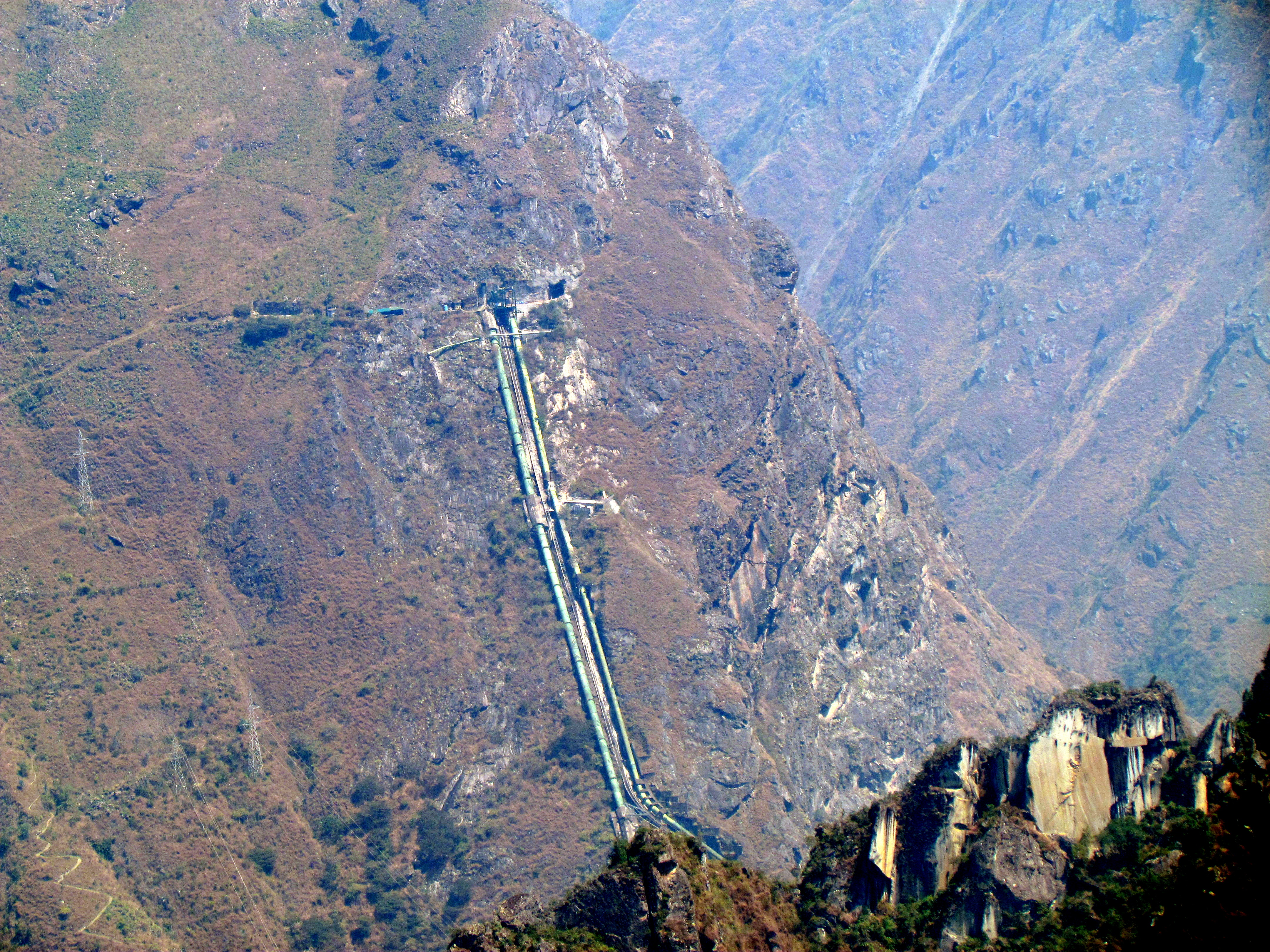
Conduites forcées près du Machu Picchu, 2014.

Les centrales hydroélectriques du Pérou totalisent une puissance de 5 515 MW fin 2022, année au cours de laquelle elles ont produit 30 TWh. Le pays se classe au 7e rang en Amérique du sud pour sa puissance installée. La construction de la centrale de Churo (40 MW) a commencé en 2022. Le Pérou prévoit de mettre en service 650 MW en 2023.
A la fin de 2019, la puissance installée des centrales hydroélectriques péruviennes totalisait 5 396 MW. Elles ont produit 31,49 TWh en 2019, classant le Pérou au 6e rang en Amérique du sud derrière le Brésil, le Vénézuela, la Colombie, le Paraguay et l'Argentine ; la centrale de Callahuanca (84 MW) a recommencé à fonctionner après deux années de travaux à la suite de dommages causés par des glissements de terrain.
En 2018, six centrales sont entrées en service, ajoutant 111 MW à la puissance du parc ; les autorités ont approuvé 250 MW de nouveaux projets.
Alors que seulement 8 % du potentiel hydroélectrique du Pérou (70 000 MW) est utilisé, le Plan énergétique national 2014-2025 prévoit une croissance de 4,5 % à 6,5 % par an de la demande, couverte pour l'essentiel par l'hydroélectricité. Le gouvernement a fixé un objectif d'auto-suffisance énergétique en 2040. En 2008, le gouvernement a lancé un programme de subventions aux énergies renouvelables non conventionnelles, dont la petite hydraulique (moins de 20 MW) ; cinq appels d'offres ont sélectionné des projets hydrauliques, dont 23 sont déjà en fonctionnement en 2017 (274 MW) et 22 en construction (292 MW). Les centrales sont souvent situées dans le bassin amazonien, qui détient 97,7 % des ressources hydriques du pays, et requièrent donc la construction de longues lignes à haute tension pour acheminer leur production vers la plaine côtière où vit 70 % de la population. En 2017, 200 MW ont été mis en service après 1 033 MW en 2016, dont la centrale de Chaglla (456 MW) et celle de Cerro del Águila (510 MW). Les projets en cours totalisent 39 centrales d'une puissance totale de 2 900 MW, dont deux centrales sur le río Marañón : Veracruz (635 MW) et Chadin II (600 MW).
Le principal aménagement hydroélectrique du Pérou est le complexe du Mantaro (deux centrales d'une puissance totale de 1 008 MW), construit de 1967 à 1984 sur le río Mantaro dans le district de Colcabamba, province de Tayacaja, département de Huancavelica. Sa production annuelle est de 7 000 GWh.
La centrale hydroélectrique Cañón del Pato (261 MW) a été inaugurée en 1958 sur le río Santa dans la province de Huaylas (région d'Ancash).
Le barrage Limón, construit sur la rivière Huancabamba (en) dans le département de Lambayeque, dans le nord-ouest du Pérou, est un projet à buts multiples (hydroélectricité et irrigation de terres arides de la région d'Olmos grâce à un tunnel transandin. Les deux centrales hydroélectriques auront une puissance de 600 MW et produiront 4 000 GWh/an. En 2016, l'entreprise Odebrecht qui construisait le projet est au cœur du plus gros scandale de corruption survenu au Brésil et s’emploie à vendre des actifs pour rembourser ses dettes ; elle annonce en novembre 2016 la vente à Suez et à Brookfield Infrastructure Partners de son projet d’irrigation Olmos,.
En 2012 est lancé, là encore par Odebrecht, le chantier de la centrale hydroélectrique de Chaglla (406 MW), dont la production annuelle estimée sera de 2 540 GWh. Elle a été mise en service en 2016 et vendue en août 2017 par Odebrecht à un consortium chinois mené par China Three Gorges (CTG).
En 2016 est inaugurée la centrale hydroélectrique Cerro del Águila (525 MW) sur le río Mantaro, dans la province de Tayacaja (département de Huancavelica).

### Éolien
Le potentiel éolien techniquement réalisable du Pérou est estimé à 20,5 GW. Sept projets projets sont en cours en 2022. Des concessions ont été accordées pour un total de 528 MW de projets éoliens et solaires, ainsi que des concessions temporaires pour 1,9 GW.
La production d'électricité à partir de l'énergie éolienne est estimée par l'Energy Institute à 2,4 TWh en 2023, soit 3,9 % de la production d'électricité du pays.
En 2021, l'éolien a produit 1 821 GWh, soit 3,2 % de la production d'électricité du pays.
En 2018, la puissance installée éolienne du Pérou s'élevait à 375 MW, dont 132 MW installés en 2018 ; parmi les projets sélectionnés par le 4e appel d'offres, réalisé en 2016, certains ont atteint le prix record de 38 $/MWh.
La puissance installée éolienne du Pérou à la fin 2017 atteignait 243 MW, sans changement par rapport à 2016.

### Solaire

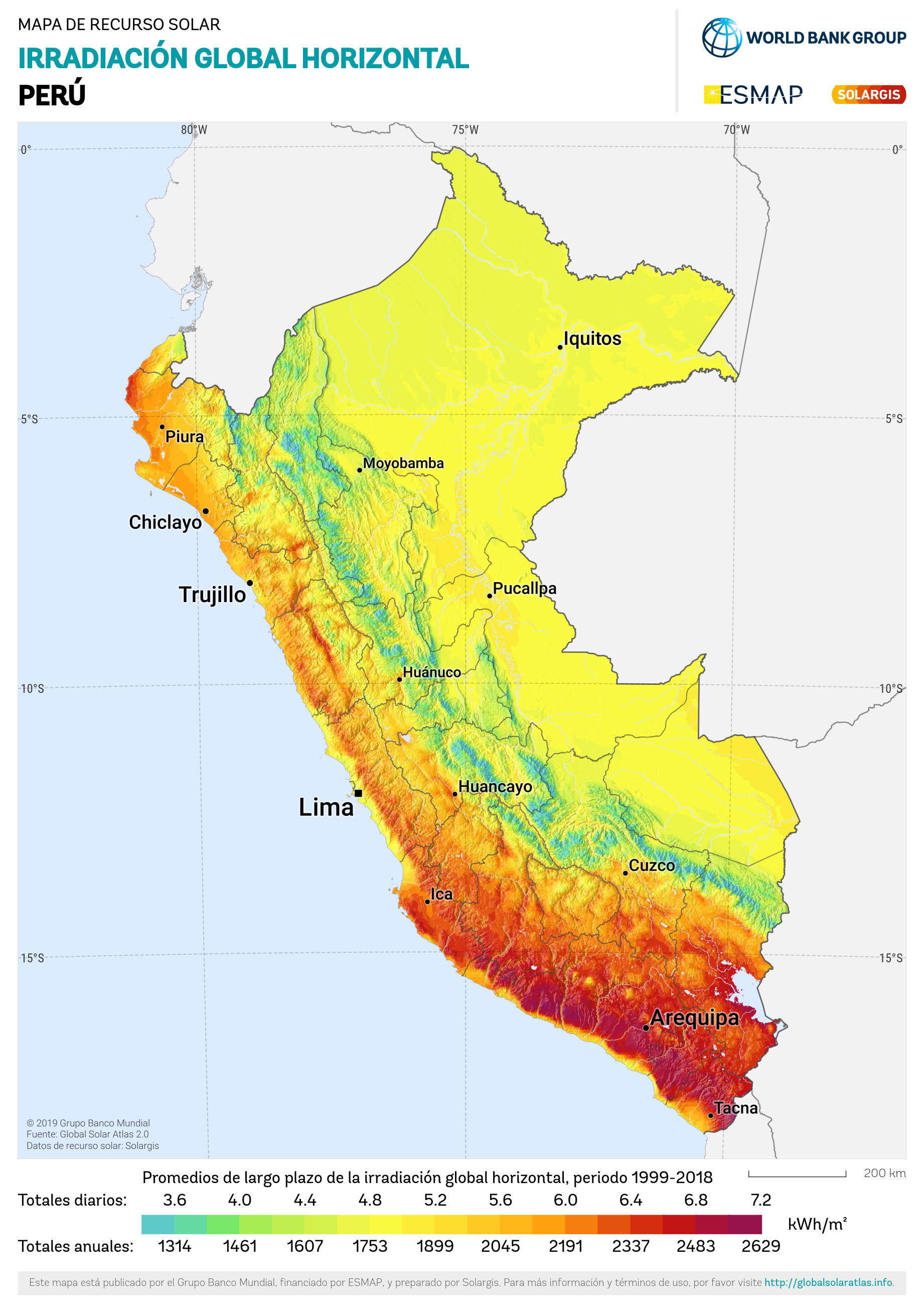
Carte du potentiel solaire péruvien (irradiation globale horizontale), Banque mondiale - Solargis, 2021.

La production d'électricité à partir du solaire photovoltaïque est estimée par l'Energy Institute à 1,1 TWh en 2023, soit 1,8 % de la production d'électricité du pays.
En 2021, le solaire photovoltaïque a produit 801 GWh, soit 1,4 % de la production d'électricité du pays.
Engie a construit la centrale solaire Intipampa (40 MWc) à Pampa Lagunas, dans le département de Moquegua, dont les 138 120 panneaux solaires couvrant 322 ha produiront 122 GWh par an et a obtenu en 2019 une concession temporaire pour réaliser des études de faisabilité de la future centrale solaire de Hanaqpampa de 300 MWc, dans le district d’El Algarrobal, province d’Ilo, département de Moquegua. En mars 2023, le Ministère de l'Énergie et des Mines (Minem) lui accorde la concession définitive pour Hanaqpampa.

## Impact environnemental
Les émissions de CO2 liées à l'énergie au Pérou étaient en 2021 de 1,38 tonne de CO2 par habitant, inférieures de 68 % à la moyenne mondiale : 4,26 t et de 31 % à celle de l'Amérique latine : 2,01 t.